# شهرستان ترامبل (اوهایو)
شهرستان ترامبل، اوهایو (به انگلیسی: Trumbull County, Ohio) یک سکونتگاه مسکونی در ایالات متحده آمریکا است که در اوهایو واقع شده‌است.